# ヴォルビリス
ヴォルビリス (アラビア語: وليلي,Walili) は、モロッコにある古代遺跡。フェズとラバトの間で、メクネスに比較的近く、最も近い町としてはMoulay Idrissがある。ヴォルビリスは、北アフリカにおける古代ローマ都市の、最良の保存状態を誇る遺跡のひとつとして、ユネスコの世界遺産に登録されている（ID836）。
古代には、ヴォルビリスはローマ帝国の勢力範囲の西限に位置する重要な都市であった。都市が建造されたのは、マウレタニアの王プトレマイオスがカリグラ帝に暗殺された後の西暦40年頃のことであるが、この町は紀元前3世紀来のカルタゴの施設群の上に築かれたと推測されている。「ヴォルビリス」の名は、ベルベル語のAlili（キョウチクトウ）に因む。この花は、一帯ではありふれたものだった。
ヴォルビリスはマウレタニア・ティンギタナと呼ばれていたアフリカのローマ属州の中心都市でもあった。この地は肥沃で、小麦やオリーブオイルなどを多く産出した。それはローマへと出荷され、この町に富と繁栄をもたらした。217年にはアントニヌス勅令を発してくれたカラカラ帝への感謝を捧げた「カラカラ帝の凱旋門」が建造された。

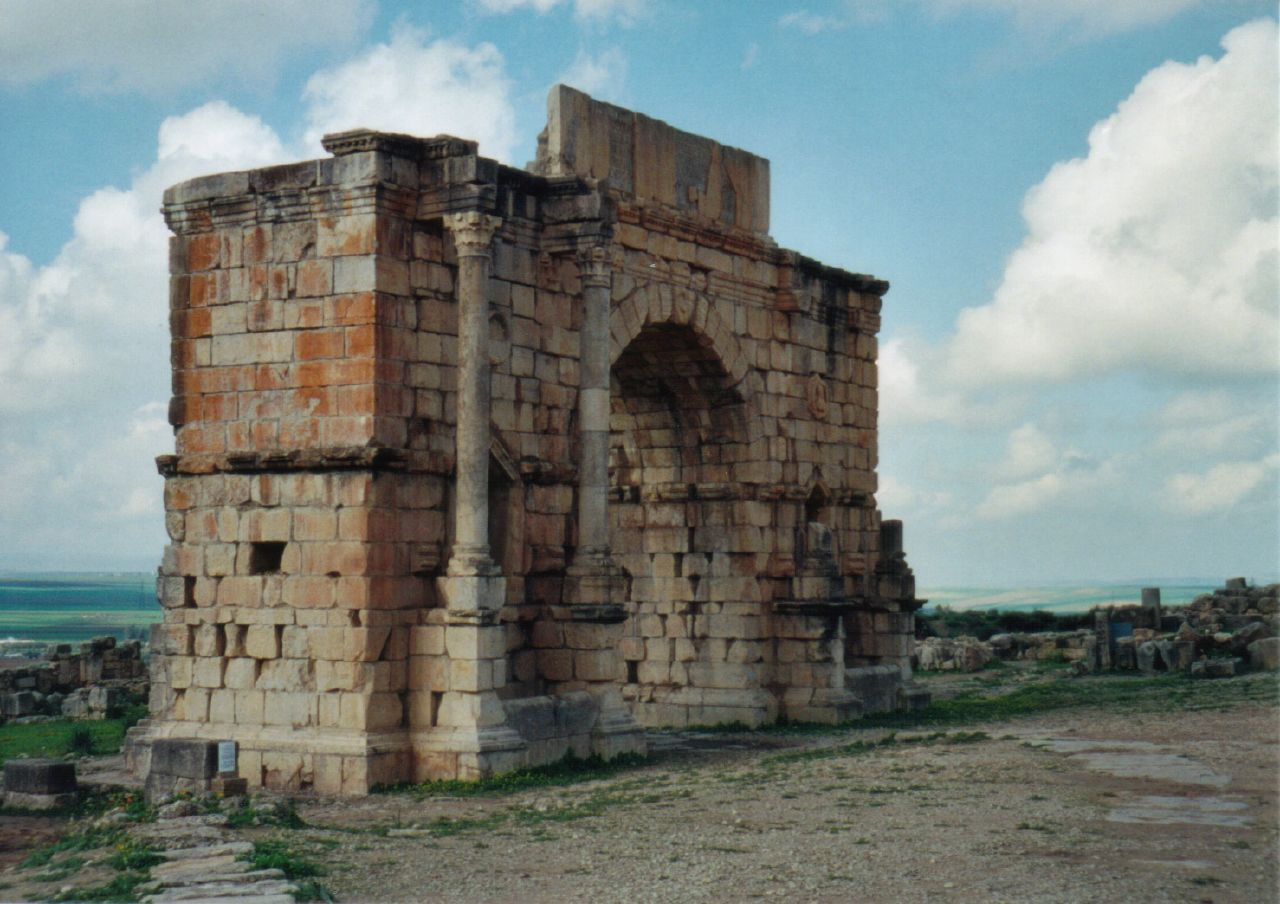
カラカラ帝の凱旋門

西暦3世紀末にはローマ帝国はモロッコの大半から撤退したものの、他のローマ都市と異なり、ヴォルビリスは放棄されなかった。しかし、ローマが去ったことで生活様式には変化が起こった。水道橋が適切に維持されなくなったため、住民は水を求めて高地の生活を棄て、川沿いの低地に住んだのである。さらに、4世紀後半の地震によって壊滅的被害を受けたと推測されている。
6世紀になると再び人が住まうようになり、当時の墓石に刻まれたラテン語の碑銘などからは、この地にキリスト教徒の共同体が存在していたことが看取される。しかし、7世紀にはマグレブ全域をイスラームが席巻し、681年にはヴォルビリスはアッバース朝の支配下に入った。
789年には、アリーとハサンの子孫に当たりイドリース朝を創始したイドリース1世が、アッバース朝の迫害から逃れてこの地に落ち着いた。イドリース2世によってフェズの都市が建設されると、ヴォルビリスの重要性は失われた。
都市の遺跡群は1755年のリスボン大地震の際に被害を受け、さらに前後する時期には、メクネスでの建築資材として大理石が一部持ち去られた。
1915年に、フランス人の調査団によって発掘が開始され、広範囲にわたるローマ都市遺跡群が出土した。2000年からは、Elizabeth Fentress, Gaetano Palumbo, Hassan Limaneを座長とするユニヴァーシティ・カレッジ・ロンドンとモロッコ国立考古遺産研究所 (Institut National des Sciences de l'Archéologie et du Patrimoine) の共同調査団による発掘調査が行われており、西側でローマ都市の壁の下から、イドリース1世の拠点と考えられるものが出土した。

## 主要な建造物群
- バシリカ
- 公衆浴場
- ユピテル神殿
- The Capitol
- カラカラ帝の凱旋門
- モザイク画
- オイルの圧搾施設
- 穀物庫

## 登録基準
この世界遺産は世界遺産登録基準のうち、以下の条件を満たし、登録された（以下の基準は世界遺産センター公表の登録基準からの翻訳、引用である）。
- (2) ある期間を通じてまたはある文化圏において、建築、技術、記念碑的芸術、都市計画、景観デザインの発展に関し、人類の価値の重要な交流を示すもの。
- (3) 現存するまたは消滅した文化的伝統または文明の、唯一のまたは少なくとも稀な証拠。
- (4) 人類の歴史上重要な時代を例証する建築様式、建築物群、技術の集積または景観の優れた例。
- (6) 顕著で普遍的な意義を有する出来事、現存する伝統、思想、信仰または芸術的、文学的作品と直接にまたは明白に関連するもの（この基準は他の基準と組み合わせて用いるのが望ましいと世界遺産委員会は考えている）。